# Stelis franciscana
Stelis franciscana är en biart som först beskrevs av Cockerell 1925.  Stelis franciscana ingår i släktet pansarbin, och familjen buksamlarbin. Inga underarter finns listade i Catalogue of Life.